# Pero Pais de Alvarenga
Pêro Pais de Alvarenga (1230 -), foi um Rico-homem, militar e fidalgo do Reino de Portugal, tendo sido Alferes-mor do rei D. Afonso I de Portugal e tido o Senhorio de Alvarenga.

## Relações familiares
Foi filho de Paio Viegas de Alvarenga e de Teresa Anes de Riba de Vizela. Casou com Guiomar Afonso Gato filha de Afonso Pires Gato (1210 -?) e de Urraca Fernandes de Lumiares, filha de Fernão Pires de Lumiares, de quem teve:
1. Martim Pires de Alvarenga casou com Inês Pais de Valadares, filha de Paio Rodrigues de Valadares e de Aldonça Rodrigues de Telha.
2. Estevainha Pires casou por duas vezes, da primeira com Mem Rodrigues de Rebotim e da segunda com Martim Gomes Correia.
3. Pêro Pires.
4. Estêvão Pires casou com Mor Migueis.
5. Fruilhe Lourenço